# ديريك راي
ديريك راي (بالإنجليزية: Derek Rae)‏ هو معلق رياضي وصحفي بريطاني، ولد في 1967 في أبردين في المملكة المتحدة.